# Списак интеграла инверзних тригонометријских функција
Овде је дат списак интеграла инверзних тригонометријских функција.

## Аркуссинус
{\displaystyle \int \arcsin x\,dx=x\arcsin x+{\sqrt {1-x^{2}}}+C}
{\displaystyle \int \arcsin {\frac {x}{a}}\ dx=x\arcsin {\frac {x}{a}}+{\sqrt {a^{2}-x^{2}}}+C}
{\displaystyle \int x\arcsin {\frac {x}{a}}\ dx=\left({\frac {x^{2}}{2}}-{\frac {a^{2}}{4}}\right)\arcsin {\frac {x}{a}}+{\frac {x}{4}}{\sqrt {a^{2}-x^{2}}}+C}
{\displaystyle \int x^{2}\arcsin {\frac {x}{a}}\ dx={\frac {x^{3}}{3}}\arcsin {\frac {x}{a}}+{\frac {x^{2}+2a^{2}}{9}}{\sqrt {a^{2}-x^{2}}}+C}
{\displaystyle \int x^{n}\arcsin x\ dx={\frac {1}{n+1}}\left(x^{n+1}\arcsin x+{\frac {x^{n}{\sqrt {1-x^{2}}}-nx^{n-1}\arcsin x}{n-1}}+n\int x^{n-2}\arcsin x\ dx\right)}
{\displaystyle \int \cos ^{n}x\arcsin x\ dx=\left(x^{n^{2}+1}\arccos x+{\frac {x^{n}{\sqrt {1-x^{4}}}-nx^{n^{2}-1}\arccos x}{n^{2}-1}}+n\int x^{n^{2}-2}\arccos x\ dx\right)}

## Аркускосинус
{\displaystyle \int \arccos x\,dx=x\arccos x-{\sqrt {1-x^{2}}}+C}
{\displaystyle \int \arccos {\frac {x}{a}}\ dx=x\arccos {\frac {x}{a}}-{\sqrt {a^{2}-x^{2}}}+C}
{\displaystyle \int x\arccos {\frac {x}{a}}\ dx=\left({\frac {x^{2}}{2}}-{\frac {a^{2}}{4}}\right)\arccos {\frac {x}{a}}-{\frac {x}{4}}{\sqrt {a^{2}-x^{2}}}+C}
{\displaystyle \int x^{2}\arccos {\frac {x}{a}}\ dx={\frac {x^{3}}{3}}\arccos {\frac {x}{a}}-{\frac {x^{2}+2a^{2}}{9}}{\sqrt {a^{2}-x^{2}}}+C}

## Аркустангенс
{\displaystyle \int \arctan x\,dx=x\arctan x-{\frac {1}{2}}\ln(1+x^{2})+C}
{\displaystyle \int \arctan {\big (}{\frac {x}{a}}{\big )}dx=x\arctan {\big (}{\frac {x}{a}}{\big )}-{\frac {a}{2}}\ln(1+{\frac {x^{2}}{a^{2}}})+C}
{\displaystyle \int x\arctan {\big (}{\frac {x}{a}}{\big )}dx={\frac {(a^{2}+x^{2})\arctan {\big (}{\frac {x}{a}}{\big )}-ax}{2}}+C}
{\displaystyle \int x^{2}\arctan {\big (}{\frac {x}{a}}{\big )}dx={\frac {x^{3}}{3}}\arctan {\big (}{\frac {x}{a}}{\big )}-{\frac {ax^{2}}{6}}+{\frac {a^{3}}{6}}\ln({a^{2}+x^{2}})+C}
{\displaystyle \int x^{n}\arctan {\big (}{\frac {x}{a}}{\big )}dx={\frac {x^{n+1}}{n+1}}\arctan {\big (}{\frac {x}{a}}{\big )}-{\frac {a}{n+1}}\int {\frac {x^{n+1}}{a^{2}+x^{2}}}\ dx,\quad n\neq -1}

## Аркускотангенс
{\displaystyle \int \operatorname {arccsc} x\,dx=x\operatorname {arccsc} x+\ln \left|x+x{\sqrt {{x^{2}-1} \over x^{2}}}\right|+C}
{\displaystyle \int \operatorname {arccsc} {\frac {x}{a}}\ dx=x\operatorname {arccsc} {\frac {x}{a}}+{a}\ln {({\frac {x}{a}}({\sqrt {1-{\frac {a^{2}}{x^{2}}}}}+1))}+C}
{\displaystyle \int x\operatorname {arccsc} {\frac {x}{a}}\ dx={\frac {x^{2}}{2}}\operatorname {arccsc} {\frac {x}{a}}+{\frac {ax}{2}}{\sqrt {1-{\frac {a^{2}}{x^{2}}}}}+C}

## Аркуссеканс
{\displaystyle \int \operatorname {arcsec} x\,dx=x\operatorname {arcsec} x-\ln \left|x+x{\sqrt {{x^{2}-1} \over x^{2}}}\right|+C}
{\displaystyle \int \operatorname {arcsec} {\frac {x}{a}}\ dx=x\operatorname {arcsec} {\frac {x}{a}}+{\frac {x}{a|x|}}\ln \left|x\pm {\sqrt {x^{2}-1}}\right|+C}
{\displaystyle \int x\operatorname {arcsec} x\ dx={\frac {1}{2}}\left(x^{2}\operatorname {arcsec} x-{\sqrt {x^{2}-1}}\right)+C}
{\displaystyle \int x^{n}\operatorname {arcsec} x\ dx={\frac {1}{n+1}}\left(x^{n+1}\operatorname {arcsec} x-{\frac {1}{n}}\left[x^{n-1}{\sqrt {x^{2}-1}}+[1-n]\left(x^{n-1}\operatorname {arcsec} x+(1-n)\int x^{n-2}\operatorname {arcsec} x\ dx\right)\right]\right)}

## Аркускотангенс
{\displaystyle \int \operatorname {arccot} x\,dx=x\operatorname {arccot} x+{\frac {1}{2}}\ln(1+x^{2})+C}
{\displaystyle \int \operatorname {arccot} {\frac {x}{a}}\ dx=x\operatorname {arccot} {\frac {x}{a}}+{\frac {a}{2}}\ln(a^{2}+x^{2})+C}
{\displaystyle \int x\operatorname {arccot} {\frac {x}{a}}\ dx={\frac {a^{2}+x^{2}}{2}}\operatorname {arccot} {\frac {x}{a}}+{\frac {ax}{2}}+C}
{\displaystyle \int x^{2}\operatorname {arccot} {\frac {x}{a}}\ dx={\frac {x^{3}}{3}}\operatorname {arccot} {\frac {x}{a}}+{\frac {ax^{2}}{6}}-{\frac {a^{3}}{6}}\ln(a^{2}+x^{2})+C}
{\displaystyle \int x^{n}\operatorname {arccot} {\frac {x}{a}}\ dx={\frac {x^{n+1}}{n+1}}\operatorname {arccot} {\frac {x}{a}}+{\frac {a}{n+1}}\int {\frac {x^{n+1}}{a^{2}+x^{2}}}\ dx,\quad n\neq -1}